# 2020年中華職棒中信兄弟對樂天桃猿波西條款事件
2020年中華職棒中信兄弟對樂天桃猿波西條款事件是中華職棒31年9月10日場次190—中信兄弟對樂天桃猿的比賽，於6局下半時本壘攻防所發生的爭議事件，原本6局下半時陳俊秀衝回本壘遭到觸殺，然而後經樂天桃猿提出電視輔助判決挑戰，認定中信捕手陳家駒違反波西條款，而改判陳俊秀得分，比賽最終以一分之差由樂天桃猿取得勝利。

## 波西條款
2011年美國職棒大聯盟球季5月25日，巨人在主場與馬林魚纏鬥至延長賽，12局上，邁阿密馬林魚史考特·考辛斯在搶攻本壘時與舊金山巨人捕手巴斯特·波西（Gerald "Buster" Posey）發生激烈衝撞，造成波西左腿骨折，且整季報銷。
為了保護捕手在本壘攻防戰中受傷，大聯盟在2014年棒球規則7.13明訂「禁止本壘衝撞」的規範，捕手（或其餘守備球員）在接到球之前，不得阻擋跑者的行徑路線或本壘板，跑者也不得對已持球的捕手進行衝撞。外界稱這條規定為「波西條款」（Buster Posey Rule），韓國職棒在2015年開始實施，台、日職棒則是在2016年跟進。

## 聯盟說明
在賽後聯盟賽務部隨即開會討論，然而原先聯盟回應，需至星期一開會檢討過後，才能一併回應，後緊急轉彎，改於比賽隔日（9月11日）中午公開說明。
聯盟表示，中職的波西條款係保護跑者，針對衝撞規則和春訓說明不同，則表示聯盟會滾動式做法進行修正，而比賽判決則是因當時陳家駒接球時的位置是高的，但第一時間，腳是往下壓，原本壘包是看得到，但準備觸殺時，腳是把本壘封住，因為捕手封壘的守備行為，導致跑壘員可能得分的狀況消失，因此確認原本輔助判決沒有問題。
中職秘書長馮勝賢在記者會時更特別親身示範陳家駒該如何進行守備才合法，「第一個陳家駒接球後是高的，高的時候如果右腳先下去，讓中間有一個縫隙是可以滑進去的，就是合法，但這次陳家駒左腳先下去，右腳再擋住，所以就是封壘。」，並補充說「如果接到的是低球，當然可以直接跪下來，但這次高球是可以直接Take（順勢）下去，右腳下去留給跑者空間，這才會是合法，但他這次是左腳先下壓」。
記者會現場有媒體質疑2020年4月22日同樣兄弟與桃猿的比賽，桃猿捕手劉時豪阻擋路徑，卻沒有被判阻擋違規。馮勝賢則指出，「之前的案例跑者還離本壘4、5步，這是距離的問題，而昨天這個我們都有照程序走，輔助判決是沒有誤判的空間」。
中職會長吳志揚表示「電視輔助判決就是給你挑戰，但挑戰之後，判決再挑戰，就太超過。」，因而認為中信兄弟總教練丘昌榮在電視輔助判決改判後上場抗議一事不應發生以避免影響比賽進行。吳志揚指出，若球團對輔助判決結果仍有異議，「輔助判決是可以挑戰的，但不是在當場，也不是在當天賽後，而是要開審判委員會，由不是在當下的人來看比較客觀，若輔助判決正確，就對外說明，如果看了輔助判決還錯，就是下二軍或不續約懲處」。

## 比賽結果
| 球隊     | 1                                       | 2                                       | 3                                       | 4                                       | 5                                       | 6                                       | 7                                       | 8                                       | 9                                       | R                                       | H                                       | E                                       |
| -------- | --------------------------------------- | --------------------------------------- | --------------------------------------- | --------------------------------------- | --------------------------------------- | --------------------------------------- | --------------------------------------- | --------------------------------------- | --------------------------------------- | --------------------------------------- | --------------------------------------- | --------------------------------------- |
| 中信兄弟 | 3                                       | 0                                       | 0                                       | 0                                       | 0                                       | 0                                       | 0                                       | 1                                       | 0                                       | 4                                       | 9                                       | 1                                       |
| 樂天桃猿 | 0                                       | 0                                       | 0                                       | 0                                       | 1                                       | 1                                       | 0                                       | 3                                       | X                                       | 5                                       | 10                                      | 2                                       |
| 投手成績 | 勝投：朱俊祥 敗投：吳俊偉               | 勝投：朱俊祥 敗投：吳俊偉               | 勝投：朱俊祥 敗投：吳俊偉               | 勝投：朱俊祥 敗投：吳俊偉               | 勝投：朱俊祥 敗投：吳俊偉               | 勝投：朱俊祥 敗投：吳俊偉               | 救援成功：陳禹勳                        | 救援成功：陳禹勳                        | 救援成功：陳禹勳                        | 救援成功：陳禹勳                        | 救援成功：陳禹勳                        | 救援成功：陳禹勳                        |
| 打擊成績 | 勝利打點：朱育賢 全壘打：張志豪、朱育賢 | 勝利打點：朱育賢 全壘打：張志豪、朱育賢 | 勝利打點：朱育賢 全壘打：張志豪、朱育賢 | 勝利打點：朱育賢 全壘打：張志豪、朱育賢 | 勝利打點：朱育賢 全壘打：張志豪、朱育賢 | 勝利打點：朱育賢 全壘打：張志豪、朱育賢 | 勝利打點：朱育賢 全壘打：張志豪、朱育賢 | 勝利打點：朱育賢 全壘打：張志豪、朱育賢 | 勝利打點：朱育賢 全壘打：張志豪、朱育賢 | 勝利打點：朱育賢 全壘打：張志豪、朱育賢 | 勝利打點：朱育賢 全壘打：張志豪、朱育賢 | 勝利打點：朱育賢 全壘打：張志豪、朱育賢 |
| 相關資料 | 單場MVP                                 | 單場MVP                                 | 單場MVP                                 | 朱育賢                                  | 朱育賢                                  | 朱育賢                                  | 朱育賢                                  | 朱育賢                                  | 朱育賢                                  | 朱育賢                                  | 朱育賢                                  | 朱育賢                                  |
| 相關資料 | 主審：張展榮 觀眾人數：3,611人          | 主審：張展榮 觀眾人數：3,611人          | 主審：張展榮 觀眾人數：3,611人          | 主審：張展榮 觀眾人數：3,611人          | 主審：張展榮 觀眾人數：3,611人          | 主審：張展榮 觀眾人數：3,611人          | 比賽時間：3小時51分                     | 比賽時間：3小時51分                     | 比賽時間：3小時51分                     | 比賽時間：3小時51分                     | 比賽時間：3小時51分                     | 比賽時間：3小時51分                     |

## 後續餘波
中職秘書長馮勝賢在9月11日的記者會曾表示「不要輸球就怪聯盟」，此言論引起中信兄弟球團嚴重不滿並要求馮勝賢公開道歉。隨後馮勝賢在Facebook回應「如果我的發言造成兄弟球團或球迷的不舒服，我個人願意道歉」。馮勝賢表示，「我的這段發言並非針對中信兄弟，而是基於讓整個中華職棒能夠更好的心態，不要輸球之後就互相指責，而是用更正面的心態去解決事情」。
因此次本壘攻防判決事件，使樂天桃猿成為網路言論的眾矢之的。樂天桃猿於9月14日發出聲明，除了要求公視台語台道歉，並對影射、不實之發言蒐證，委請律師進行法律程序。公視台語台於同一天發布聲明向樂天桃猿道歉。
9月18日中信兄弟對樂天桃猿的比賽，一局下又發生了類似的本壘攻防爭議，陳子豪在回本壘時遭到捕手觸殺，這次中信兄弟總教練丘昌榮也認為捕手林泓育妨礙跑壘因此提出挑戰，然而此次主審依然做出了對樂天桃猿有利的判決，認定無妨礙跑壘。隨後總教練丘昌榮向主審抗議而遭驅逐出場。

## 各方反應

### 中信兄弟
- 中信兄弟領隊劉志威：「球隊將不會進行申訴，並強調判決結果交給大家公評，『傷害的不是我們球隊，傷害的是整個聯盟』。」[15]
- 中信兄弟總教練丘昌榮表示無法接受，「以後乾脆都不要站進去好了，我們接下來要怎麼做，要給我們一個明確的解釋，以後要怎麼教學？」[16]
- 中信兄弟美籍投手教練佛斯特表示：「真的是bull shit（胡扯），把兩條腿一定要張開的規則拿出來。」 ，並認為陳家駒在本壘攻防並沒有問題，當下動作很標準，佛斯特表示這是每位捕手都會的基本動作，聯盟說明不夠說服人：「規定是非黑即白，沒有灰色地帶，你們不能模擬兩可，在灰色地帶說明解釋這件事，這只有對或錯。」[17]
- 中信兄弟投手李振昌：「規則的立意應該是要保護選手，避免雙方用衝撞的方式進行本壘攻防，春訓時球隊已和聯盟裁判再三討論此規則，並且依據聯盟給予的說明不斷重複練習，就是希望避免在關鍵時出錯，導致失分輸球，但昨晚發生的狀況和聯盟在春訓時的說明完全不同，這樣說法不一的判決，我們要怎麼練習？怎麼避免再發生？既然捕手站哪都不對，還是乾脆考慮一律判SAFE算了。」[1]
- 中信兄弟洋投萊福力指出，不論美國、日本、韓國、臺灣，任何聯盟針對本壘阻擋，都應該做出清楚而明確的定義，「你不能今天用一套，明天用另一套，這樣沒有人會信服，教練與球員也會無所適從。」[18]。
- 中信兄弟國際球探艾迪頓將此判決傳給在大聯盟執法的哥哥，哥哥找了4個大聯盟裁判一同討論，全數一致認同是出局[19]。

### 樂天桃猿
- 樂天桃猿總教練曾豪駒：「會提出挑戰，是因為陳家駒當下有些阻擋，『對我們來說是關鍵，因為雙方攻勢不多，有掌握住那分』。」[20] 而曾豪駒也進一步表示，如果今天自己是守方，對於這樣的結果，一樣會去抗議[21]。

### 其他
- 富邦悍將總教練洪一中認同改判，並表示從定格畫面來看，陳家駒觸殺的位置是在陳俊秀的小腿上，陳俊秀的腳尖已經踏到本壘板，直接判安全回壘就好，根本無需引用防止本壘衝撞的「波西條款」，「重點不是球有沒有先到，重點在腳有沒有碰到本壘板」[22][23]。
- 富邦悍將日籍捕手教練古久保健二認同改判。[24]
- 前統一獅捕手高志綱表示，按照聯盟的說法，「（捕手守備姿勢）與從小所學相違背」。[25]
- 公視台語台於Facebook粉絲專頁上發文教學「球是圓的」如何發音，並同時附上「猿」的臺語發音。[26]